# Bulbul à tête jaune
Pycnonotus zeylanicus
Espèce
Statut de conservation UICN

 CR  : 
En danger critique
Statut CITES
Le Bulbul à tête jaune (Pycnonotus zeylanicus) est une espèce de passereau de la famille des Pycnonotidae.

## Répartition
Cet oiseau vit au Brunei, en Indonésie, en Malaisie et à Singapour.

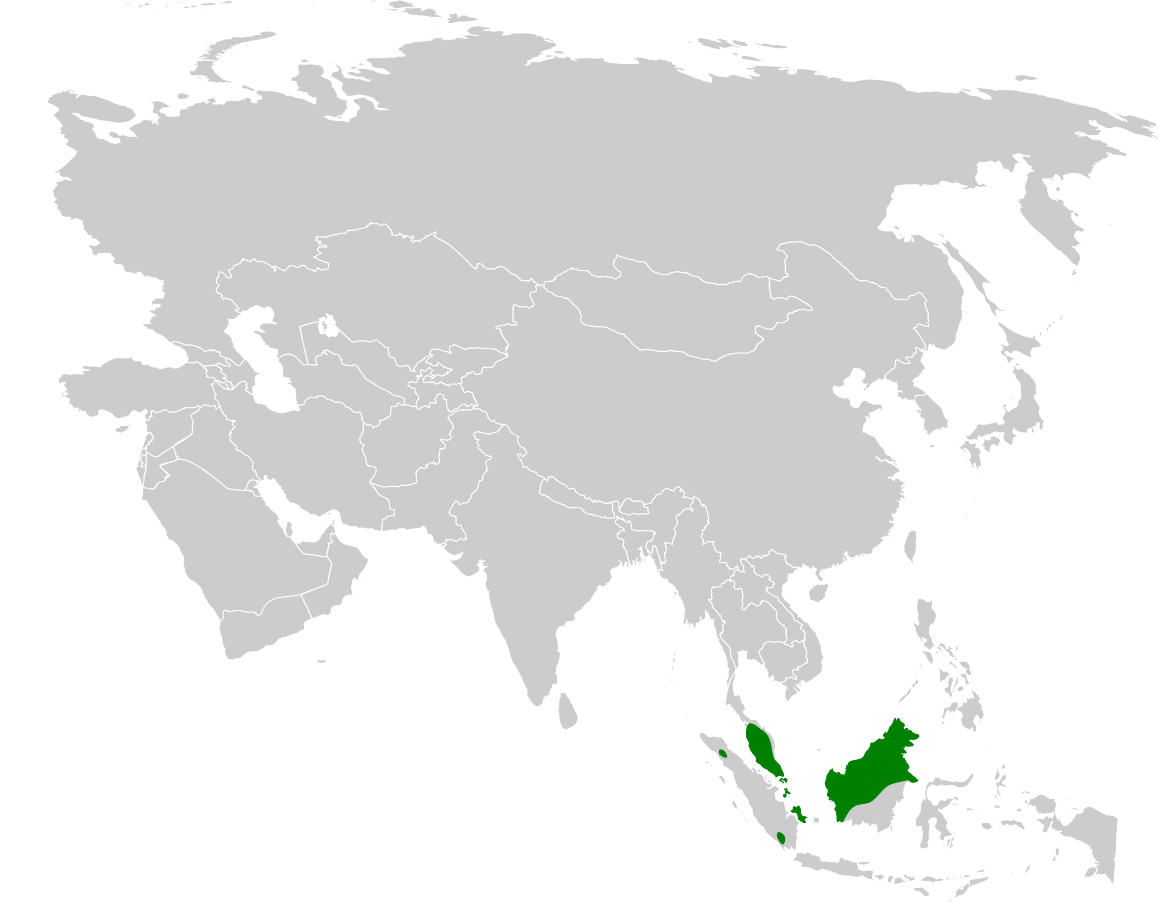
Répartition du bulbul à tête jaune

## Habitat
Il habite les forêts tropicales et subtropicales humides de plaine, les mangroves, les zones de broussailles, les terres cultivées y compris plantations, les jardins en campagne.
Il est menacé par la disparition de son habitat.